# 山本洞
山本洞（韩语：／ Sanbon Dong）是韓國京畿道軍浦市北部的行政洞，與安養市接壤。

## 歷史
山本洞位於軍浦市中北部，原為果川郡南面山本里，後於1914年進行行政區劃調整，成為始興郡南面山本里。隨後，根據總統令第9409號，於1979年5月1日改制為軍浦邑山本里。再於1989年1月1日根據法律第9409號，升格為軍浦市，成為山本洞。該地區有許多大型公寓大樓，各階層的居民居住其中，並對文化有著強烈的渴望。

## 教育機構
- 冠帽初等學校（朝鲜语：관모초등학교）
- 高蘭初等學校（朝鲜语：곡란초등학교）
- 山本初等學校（朝鲜语：산본초등학교）
- 韓立初等學校（朝鲜语：한얼초등학교）
- 高蘭中學校（朝鲜语：곡란중학교）
- 陵內初等學校（朝鲜语：능내초등학교）
- 屯田 初等學校（朝鲜语：둔전초등학교）
- 太乙初等學校

## 交通

### 廣域電鐵
韓國鐵道公社
- ●首都圈電鐵1號線：衿井站
- ●首都圈电铁4号线：衿井站
- ●首都圈电铁4号线：山本站

## 外部連結
- 官方网站 